# Komatsu LAV
Komatsu light armored vehicle (Яп.: 軽装甲機動車); (яп. kei-sōkō-kidōsha) — японский бронеавтомобиль, впервые представленный в 2002 году. В настоящее время используется исключительно силами самообороны Японии. Использовался в войне в Ираке. Разработан подразделением оборонных систем компании Komatsu Limited в городе Комацу, Исикава, Япония. Заводское обозначение автомобиля — KU50W.
Внешне напоминает французский бронеавтомобиль Panhard VBL, но имеет 4 двери и большую кабину для перевозки личного состава. LAV также может перевозиться по воздуху на таких транспортных средствах, как вертолёт CH-47J и самолёт C-130H.

## История

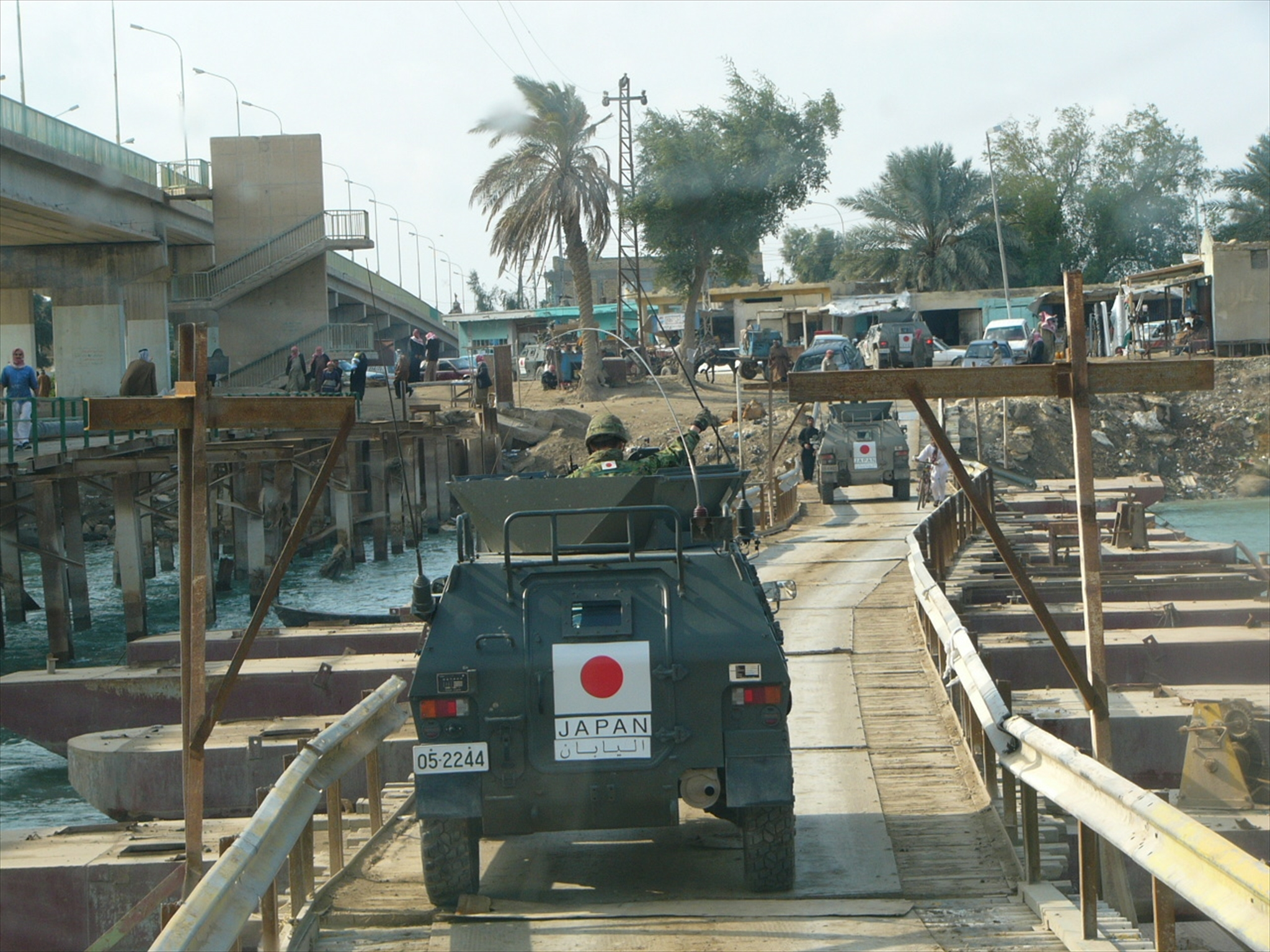
Автомобиль Komatsu LAV с опознавательными знаками японского военного контингента Ирака в Самаве.

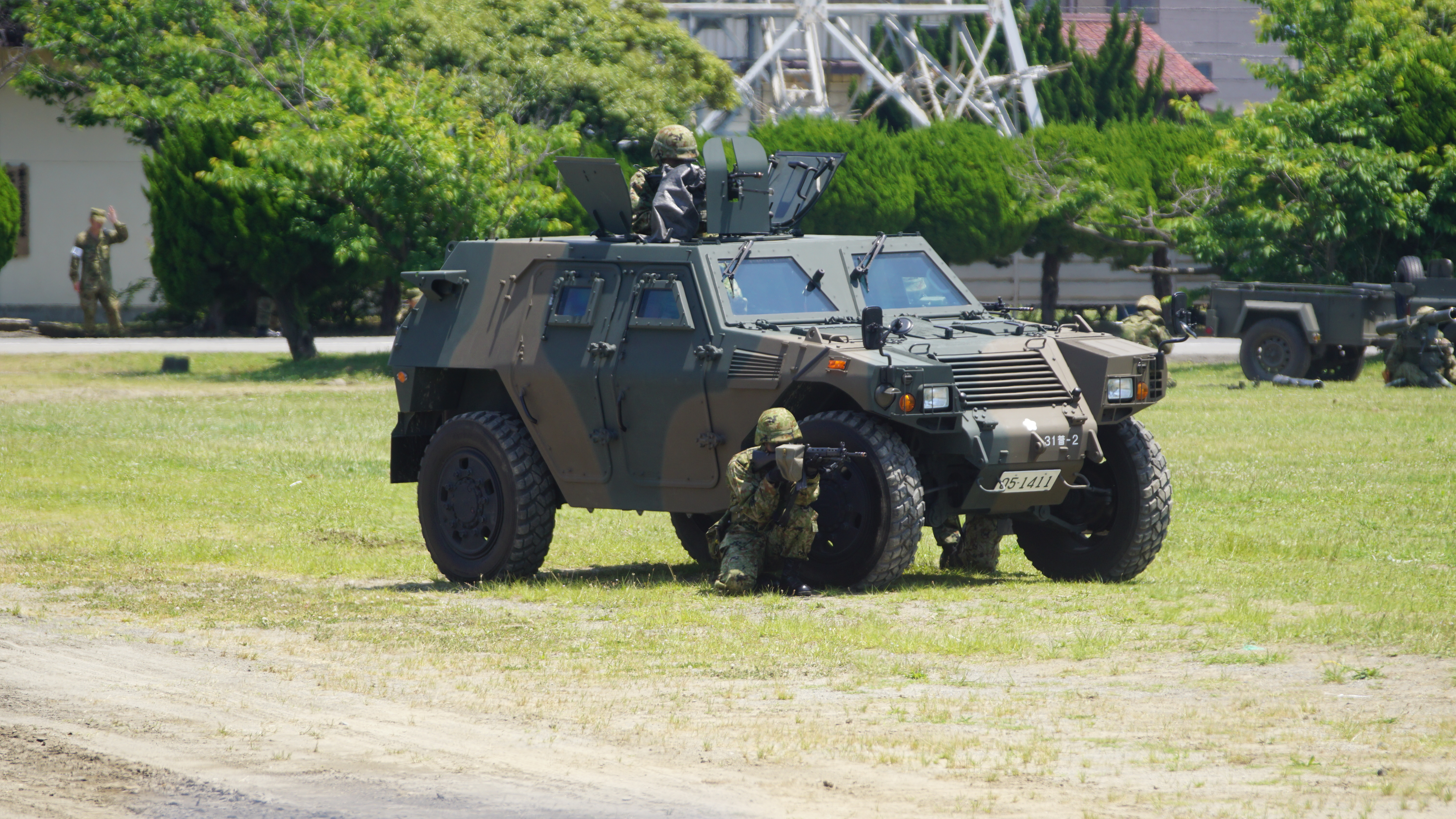
Komatsu LAV во время демонстрации в Йокосуке в 2017 году

Komatsu LAV был разработан в 1997 году для удовлетворения потребности сил самообороны в бронированном колёсном транспортном средстве, которое могло бы обеспечить защиту, поскольку их внедорожники Toyota Mega Cruiser и лёгкие грузовики Mitsubishi Type 73 имели слабую защиту от огня стрелкового оружия.
Впервые он появился в Кувейте, когда подразделения японского контингента развернули бронемашины Komatsu LAV перед началом гуманитарных операций в городе Эс-Самава в Ираке, расположенном в 280 км к юго-востоку от Багдада. Первые 400 LAV были приняты на вооружение сил самообороны Японии в марте 2005 года. Подразделения охраны также были оснащены LAV в качестве основного транспортного средства для патрулирования.
В феврале 2019 года Komatsu объявила, что больше не будет разрабатывать новые модели LAV, сославшись на высокие затраты на разработку новой модели и низкую рентабельность.

## Варианты
Известно, что никаких вариантов не было, но бронеавтомобиль, по-видимому, был построен по крайней мере в трёх серийных моделях, а именно KU50W-0002K, KU50W-0003K и KU50W-0005K.

## Конструкция

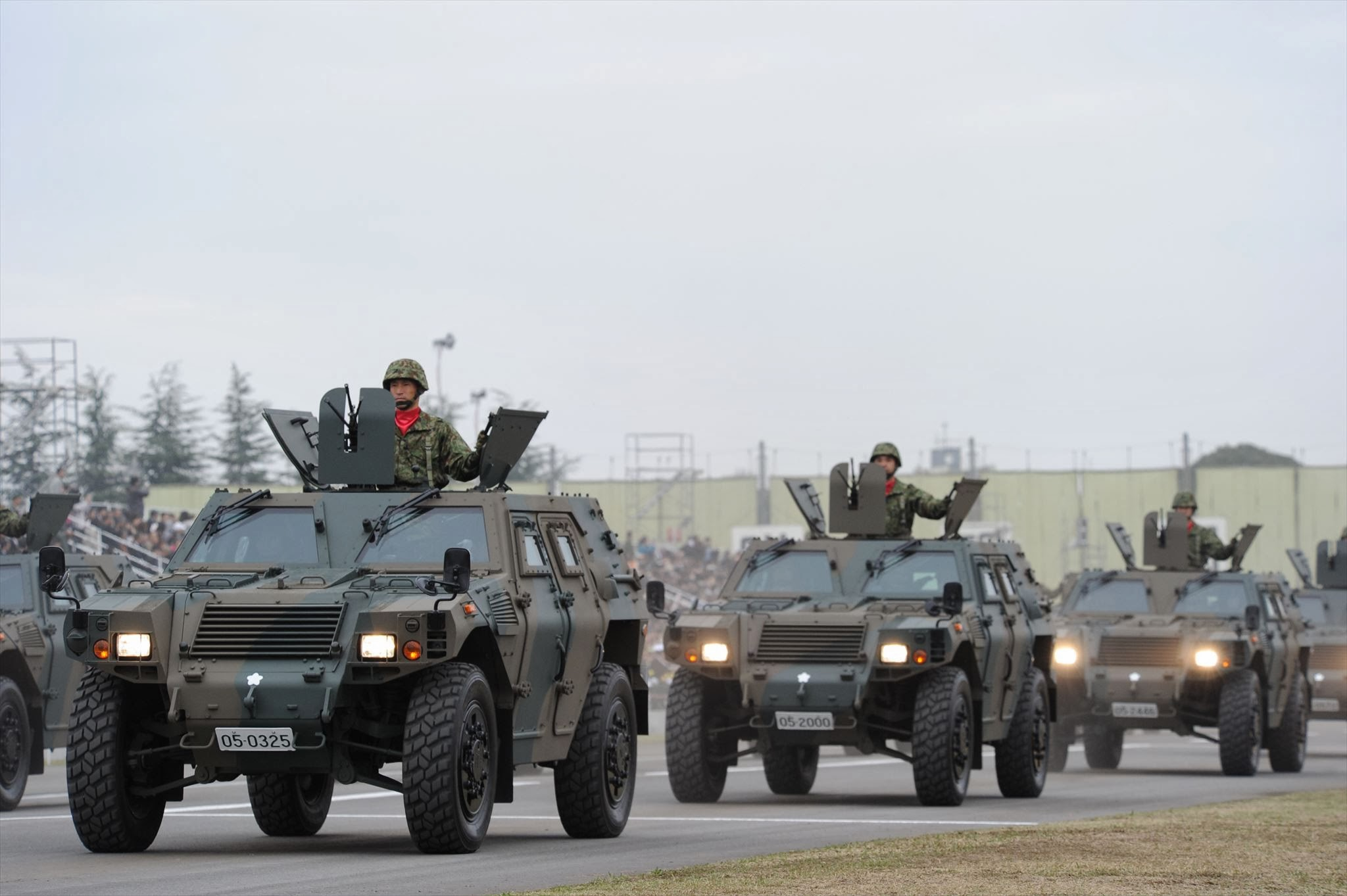
Komatsu LAV, используемые силами самообороны Японии на военном параде. Обратите внимание на раздельные люки в крыше и щиток для пулемёта.

У Komatsu LAV есть открытый люк в крыше машины, который обеспечивает дополнительную защиту стрелка со всех сторон, если он зафиксирован в вертикальном положении. Машины, развёрнутые в Ираке, были оснащены усиленными пуленепробиваемыми лобовыми стёклами, кусачками для проволоки и бронированным кожухом вокруг оружейной установки для дополнительной защиты.
Согласно имеющимся данным, броня автомобиля выдерживает попадания пуль калибра 5,56 и 7,62 мм. Неизвестно, могут ли пули других калибров легко пробить броню LAV или нет.
LAV оснащён 4-тактным дизельным двигателем жидкостного охлаждения мощностью 160 л. с.Силовой агрегат установлен по центру передней части автомобиля для более равномерного распределения веса между осями. Силовая установка обеспечивает максимальную скорость в 100 км/ч, преодолевая более 200 миль без дозаправки. Малый радиус поворота позволяет автомобилю преодолевать узкие проходы.
Komatsu LAV может быть вооружён пулемётом Sumitomo M249 или Sumitomo M2HB для противопехотных целей. На нем также может устанавливаться ПТРК Type 01 LMAT или Kawasaki Type 87 для борьбы с бронетехникой. Пусковые установки дымовых гранат могут быть установлены на задних бортах машины.

## Операторы
- Япония[8]